# هميان بنت مقبل
هميان بنت مبارك بن مقبل بن بن جماز بن شيحة، حكمت المدينة المنورة يوم السبت وحتى ظهر الأحد (750-750هـ/1349-1349م).

## نسبها
هميان بنت مبارك بن مقبل بن جماز بن شيحة بن هاشم بن قاسم بن مهنا بن حسين بن مهنا بن داود بن القاسم بن عبيد الله بن طاهر بن يحيى بن الحسين بن جعفر بن عبد الله ابن الحسين بن زين العابدين ابن الحسين بن علي بن أبي طالب الحسيني الهاشمي.

## سيرتها
بعد أن عزل طفيل بأمر من السلطنة المملوكية وعين مكانه الشريف سعد بن ثابت بن جماز، غير أن طفيلاً رفض قرار عزله مما أدى إلى تجدد الصراع بين الطرفين، فاستعان سعد بأمراء الركب الشامي غير أنهم لم ينجدوه، غير أن قرار تعيينه قد وزع على أمراء الحج مما قوى من مركزه، وأضعف موقف طفيل وأنصاره من آل منصور بن جمّاز الذين انتقموا بنهب المدينة. في ظل هذه الفوضى والفراغ السياسي حدث أمر غريب هو قيام إحدى النساء وتدعى هميان بنت مبارك بن فضل بتسلم مفاتيح الدور، وحكمت المدينة يوم السبت وحتى ظهر الأحد حيث وصل محمد بن مقبل بن جماز أحد أنصار سعد بن ثابت وابن عمه وتسلم الأمور في المدينة، ثم دخل سعد يوم الثلاثاء 22 ذي الحجة سنة 750هـ/1349م.

## وصلات خارجية
مركز بحوث ودرسات المدينة المنورة
تاريخ الحكام والسلالات الحاكمة 